# پاتریسیو کاستی‌یو
پاتریسیو کاستی‌یو (اسپانیایی: Patricio Castillo‎؛ زادهٔ ۱۹۴۶) خواننده و موسیقی‌دان اهل شیلی است. وی از سال ۱۹۶۵ میلادی تاکنون مشغول فعالیت بوده‌است.
او یکی از اعضای پیشین گروه موسیقی کیلاپایون است و در چندین ترانه با ویکتور خارا همکاری داشته است.